# Andres Doise
Andres Doise (Overmere, 2001) is een Belgische acteur.

## Jeugd en opleiding
Andres Doise begon bij jeugdtoneel Joker te Overmere. Vervolgens deed hij enkele musicalstages bij Studio 100. Als tiener speelde Doise al mee in tal van Vlaamse fictie-, reclame- en musicalproducties. Hij studeerde Geschiedenis aan de Ugent.

## Loopbaan
Het was Johan Heldenbergh die zijn passie voor acteren overbracht op Andres tijdens de opnames van de film, Schellebelle 1919. Doise speelde ook mee in de Studio 100 musical '14-'18 in Mechelen en kreeg ook een rol in de Belgische film, Café Derby van Lenny Van Wesemael. In 2016 speelde hij de rol van Daan in de Ketnetmusical Kadanza Together, een productie van Ketnet en Studio 100. Hij is te zien als acteur in jeugdreeksen als 3Hz en GameKeepers. Verder vertolkte hij ook nog gastrollen in Déjà Vu, Dertigers en Thuis.
In 2022 nam hij deel aan Wie wordt Wrapper?, maar werd uiteindelijk niet gekozen.

## Filmografie

### Film
- Schellebelle 1919 (2011)
- Café Derby (2015), als Kenneth

### Musical
- Kadanza Together (2015/2016), als hoofdrol Daan (Ketnet & Studio 100)

### Televisie
- Déjà Vu (2021)
- 3Hz (2021), als Dylan
- GameKeepers (2021-2024), als Mats Vennix
- Dertigers (2024), als spreker
- Thuis (2024), als Gregory